# Bechtold István természetvédelmi látogatóközpont

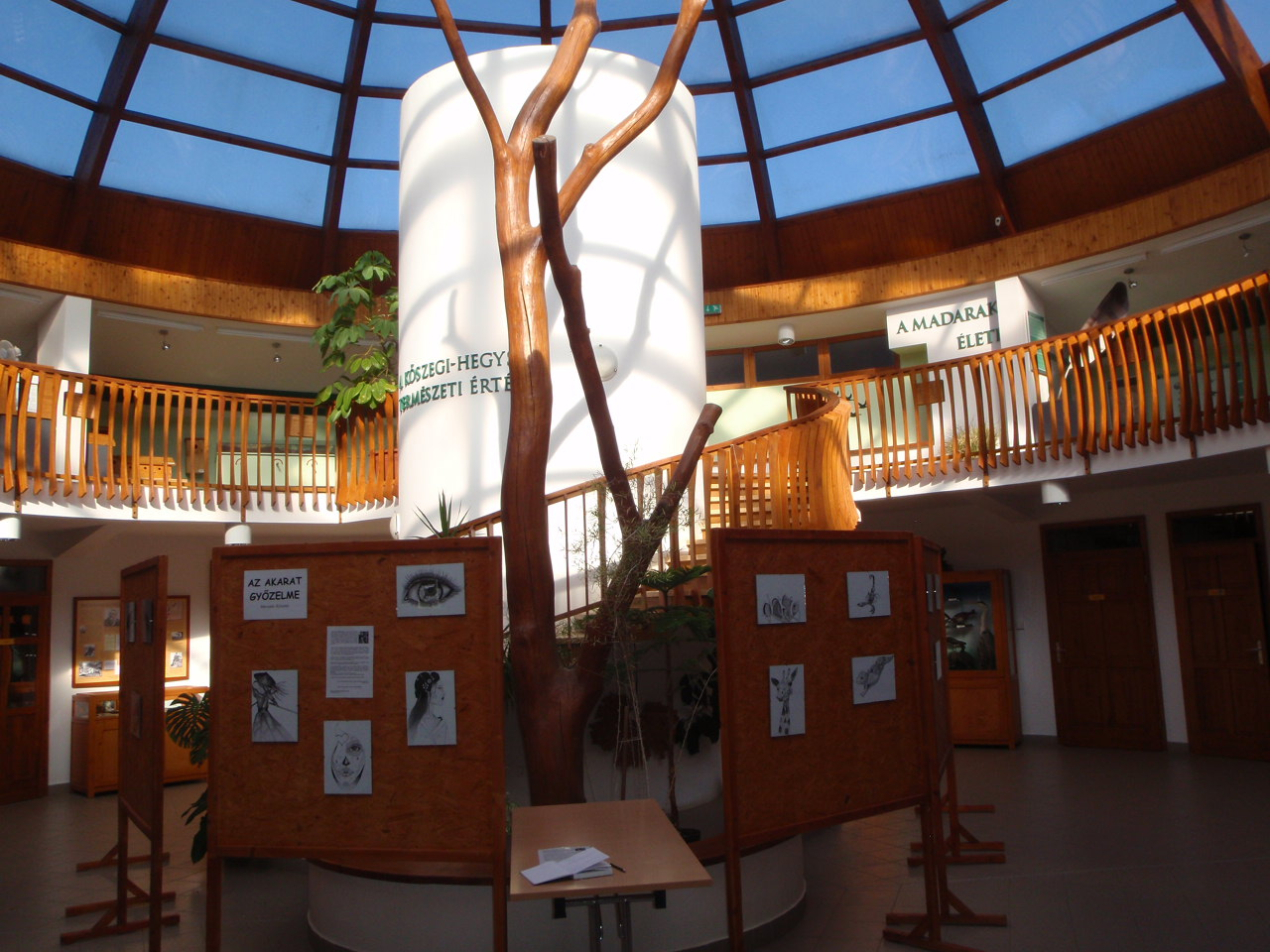
A kiállító tér a kupolával

A Bechtold István természetvédelmi látogatóközpont Kőszeg egyik legújabb látnivalója és nevezetessége. Földbe süllyesztett, terméskővel kirakott, kerek épülete a város nyugati peremén, az Aradi vértanúk parkjában, a Chernel-kert Arborétum közelében áll.

## Története
Az 540 m² alapterületű épületet az Őrségi Nemzeti Park az Európai Unió támogatásával építette a Fertő–Hanság Nemzeti Parktól megörökölt Chernel-kert mellé. A központ 2006 októberében nyitotta meg kapuit. Deklarált célja, hogy felhívja a kirándulók figyelmét a természet szépségeire és a környezettudatos életmód értékeire.
2010-ben elnyerte Az Év Ökoturisztikai Létesítménye díjat.

## A látogatóközpont szolgáltatásai
A látogatóközpontban az állandó kiállítások mellett:
- a gyerekeknek kialakított interaktív kiállítóterem,
- hatvan fős, multimédiás konferenciaterem és
- natúrbolt is van;

a központ melletti parkban:
- sövénylabirintus és
- óriás puzzle

várja a látogatókat.

### Állandó kiállítások
- A madarak élete;
- A Kőszegi-hegység természeti értékei;
- Chernel István, Bechtold István és Horváth Ernő természettudósok munkássága.

### Tanösvények
- Játékos madárismeret;
- Védett növények gyűjteménye.

### Egyéb kültéri programok
- Madárvédelmi mintatelep – ragadozó madarak;
- Chernel-kert arborétum;
- A Kőszegi Tájvédelmi Körzet – csoportvezetés.